# Gaidropsarus capensis
A Gaidropsarus capensis a csontos halak (Osteichthyes) főosztályának a sugarasúszójú halak (Actinopterygii) osztályába, ezen belül a tőkehalalakúak (Gadiformes) rendjébe és a Lotidae családjába tartozó faj.

## Előfordulása
A Gaidropsarus capensis elterjedési területe az Atlanti-óceán legdélkeletibb részén van, a Dél-afrikai Köztársaság partjainál, Fokvárostól East Londonig.

## Megjelenése
Ez a hal legfeljebb 20 centiméter hosszú.

## Életmódja
A Gaidropsarus capensis körülbelül 50 méteres mélyben él, a szubtrópusi vizekben. Néha az árapály által létrehozott parti tavakban is megtalálható.

## Felhasználása
Ennek a halnak nincs halászati értéke.